# تصفيات بطولة إفريقيا لكرة القدم للسيدات 2012
تقدم هذه الصفحة ملخصات من مباريات الجولات التأهيلية لدور المجموعات من بطولة أفريقيا لكرة القدم للسيدات 2012.
سيشارك ما مجموعه 24 منتخب وطني للسيدات في التصفيات التي ستقام على دورين سيحددا ثمانية منتخبات ستتأهل لنهائيات المسابقة. في الدور التمهيدي وزعت الفرق العشرين على عشر مواجهات سيخوضونها بنظام ذهاب وإياب. وستنضم الفرق الفائزة إلى الفرق الأربعة الأفضل بالقارة في الدور الأول. حيث سيلعبون نفس النظام الذي كان في الدور السابق.

## الدور التمهيدي
سوف يقام الدور التمهيدي في 13–15 يناير 2012 (المواجهة الأولى) وفي 27–29 يناير (المواجهة الثانية).
| مصر | 2-4 | إثيوبيا |
| --- | --- | ------- |
|     |     |         |

| إثيوبيا | 0-4 | مصر |
| ------- | --- | --- |
|         |     |     |

الفائز يتأهل إلى الدور الأول.
| ناميبيا | 2-0 | تنزانيا |
| ------- | --- | ------- |
|         |     |         |

| تنزانيا | 5–2 | ناميبيا |
| ------- | --- | ------- |
|         |     |         |

الفائز يتأهل إلى الدور الأول.
| ساحل العاج | ضد | غينيا |
| ---------- | -- | ----- |
|            |    |       |

| غينيا | ضد | ساحل العاج |
| ----- | -- | ---------- |
|       |    |            |

الفائز يتأهل إلى الدور الأول.
| كينيا | انسحاب | موزمبيق |
| ----- | ------ | ------- |
|       |        |         |

موزمبيق تتأهل إلى الدور الأول بعد انسحاب كينيا.
| زامبيا | 0 – 7 | مالاوي |
| ------ | ----- | ------ |
|        |       |        |

| مالاوي | ضد | زامبيا |
| ------ | -- | ------ |
|        |    |        |

الفائز يتأهل إلى الدور الأول.
| المغرب | 0-2 | تونس |
| ------ | --- | ---- |
|        |     |      |

| تونس | 0-2 | المغرب |
| ---- | --- | ------ |
| 0    |     |        |

الفائز يتأهل إلى الدور الأول.
| السنغال | انسحاب | بوروندي |
| ------- | ------ | ------- |
|         |        |         |

السنغال تتأهل إلى الدور الأول بعد انسحاب بوروندي.
| بوتسوانا | ضد | زيمبابوي |
| -------- | -- | -------- |
|          |    |          |

| زيمبابوي | ضد | بوتسوانا |
| -------- | -- | -------- |
|          |    |          |

الفائز يتأهل إلى الدور الأول.
| أوغندا | 1 – 1 | جمهورية الكونغو الديمقراطية |
| ------ | ----- | --------------------------- |
|        |       |                             |

| جمهورية الكونغو الديمقراطية | ضد | أوغندا |
| --------------------------- | -- | ------ |
|                             |    |        |

الفائز يتأهل إلى الدور الأول.
| مالي | ضد | غانا |
| ---- | -- | ---- |
|      |    |      |

| غانا | ضد | مالي |
| ---- | -- | ---- |
|      |    |      |

الفائز يتأهل إلى الدور الأول.

## الدور الأول
سوف تعقد مباريات المواجهات الأولى في 25–27 مايو 2012 والمواجهات الثانية في 15–17 يونيو.

## وصلات خارجية
- الموقع الرسمي